# Boka (wieś)
Boka (cyr. Бока) – wieś w Serbii, w Wojwodinie, w okręgu środkowobanackim, w gminie Sečanj. W 2011 roku liczyła 1412 mieszkańców.